# 陈汉章故居
29°24′42.76″N 121°53′32.50″E / 29.4118778°N 121.8923611°E
陈汉章故居是中国近代著名学者陈汉章的故居，位于浙江省象山县东陈乡东陈村。故居建于晚清，由学圃堂、缀学堂和老上门等院落组成。“学圃堂”为三合院建筑，外有石库门，正屋五开间，两侧为三开间平房。“缀学堂”正屋、厢房均为楼房，正屋为九开间，设有角尺形二重石库门。
陈汉章故居于2017年1月成为浙江省文物保护单位。